# Joaquín Velázquez
Joaquín Velázquez Elvira (Veracruz, el 11 de septiembre de 1975) es un exfutbolista mexicano. Jugaba de defensa central y debutó con el Club Puebla de la Primera División de México, en 2013 se retiró en el Chivas USA de la MLS de Estados Unidos.

## Trayectoria
Antes de cumplir 20 años, el 25 de agosto de 1995, debutó en el fútbol mexicano con el Puebla. En ese su primer año, jugó 13 partidos, casi todos de titular. Al año siguiente pasó al Santos, donde también tuvo regularidad en casi todo el torneo.
En 1998 regresó al Puebla y durante 10 años estuvo en ese equipo. En Torneo Apertura 2008, completó los 11 primeros partidos y recibió 2 tarjetas amarillas. Fichó por los Tiburones Rojos del Veracruz en el clausura 2009 y para el apertura 2009 regresa al equipo de sus amores que es el FC Puebla; actualmente está en el Chivas USA, traído por su mentor en Puebla, Jose Luis Sánchez Sola, alias "chelis".

### Clubes
| Club                | País                | Año         | Partidos | Goles | Media |
| ------------------- | ------------------- | ----------- | -------- | ----- | ----- |
| Puebla F.C.         | México              | 1995 - 1996 | 255      | 22    | 0.09  |
| C. Santos Laguna    | México              | 1997 - 1998 | 40       | 1     | 0.03  |
| Puebla F.C.         | México              | 1998 - 2004 | 16       | 0     | 0     |
| Lobos B.U.A.P.      | México              | 2004 - 2006 | 26       | 1     | 0.04  |
| Puebla F.C.         | México              | 2006 - 2008 | 16       | 1     | 0.06  |
| C.D. Veracruz       | México              | 2009        | 0        | 0     | 0     |
| Puebla F.C.         | México              | 2009 - 2010 | 12       | 0     | 0     |
| C.D. Chivas USA     | Estados Unidos      | 2013        | 12       | 0     | 0     |
| Total en su carrera | Total en su carrera | 1995 - 2013 | 365      | 25    | 0.07  |

#### Estadísticas
La siguiente tabla detalla los encuentros disputados y los goles marcados en los clubes en los que ha militado.
| Puebla F.C. · México | 1.ª                 |                     |     |    |    |   |    |   |     |    |
| Puebla F.C. · México | 1.ª                 | 1995-96             | 3   | 0  | 2  | 0 | -  | - | 5   | 0  |
| Puebla F.C. · México | 1.ª                 | 1996-97             | 24  | 5  | 4  | 0 | -  | - | 28  | 5  |
| Puebla F.C. · México | 1.ª                 | 1998-99             | 28  | 1  | -  | - | -  | - | 28  | 1  |
| Puebla F.C. · México | 1.ª                 | 1999-00             | 12  | 0  | -  | - | -  | - | 12  | 0  |
| Puebla F.C. · México | 1.ª                 | 2000-01             | 10  | 1  | 1  | 0 | -  | - | 11  | 1  |
| Puebla F.C. · México | 1.ª                 | 2001-02             | 9   | 0  | 1  | 0 | -  | - | 10  | 0  |
| Puebla F.C. · México | 1.ª                 | 2002-03             | 36  | 1  | 6  | 0 | -  | - | 42  | 1  |
| Puebla F.C. · México | 1.ª                 | 2003-04             | 38  | 3  | -  | - | 3  | 0 | 41  | 3  |
| Puebla F.C. · México | 2.ª                 | 2006-07             | 38  | 6  | 4  | 0 | -  | - | 42  | 6  |
| Puebla F.C. · México | 1.ª                 | 2007-08             | 38  | 6  | 4  | 0 | -  | - | 42  | 6  |
| Puebla F.C. · México | 1.ª                 | 2008-09             | 36  | 1  | 6  | 0 | -  | - | 42  | 1  |
| Puebla F.C. · México | 1.ª                 | 2009-10             | 38  | 3  | -  | - | 3  | 0 | 41  | 3  |
| Puebla F.C. · México | 1.ª                 | 2010                | 40  | 5  | -  | - | 1  | 0 | 41  | 5  |
| Puebla F.C. · México | 1.ª                 | Total               | 239 | 22 | 12 | 0 | 4  | 0 | 255 | 22 |
| C. Santos Laguna · México | 1.ª                 | 1997-98             | 25  | 0  | 4  | 1 | 11 | 0 | 40  | 1  |
| C. Santos Laguna · México | 1.ª                 | Total               | 25  | 0  | 4  | 1 | 11 | 0 | 40  | 1  |
| Lobos B.U.A.P. · México | 2.ª                 | 2004-05             | 11  | 0  | 2  | 0 | 3  | 0 | 16  | 0  |
| Lobos B.U.A.P. · México | 2.ª                 | 2005-06             | 0   | 0  | -  | - | -  | - | 0   | 0  |
| Lobos B.U.A.P. · México | 2.ª                 | Total               | 11  | 0  | 2  | 0 | 3  | 0 | 16  | 0  |
| C.D. Veracruz · México | 1.ª                 | 2009                | 20  | 1  | -  | - | -  | - | 20  | 1  |
| C.D. Veracruz · México | 1.ª                 | Total               | 26  | 1  | -  | - | -  | - | 26  | 1  |
| C.D. Chivas USA Estados Unidos | 1.ª                 | 2013                | 16  | 1  | -  | - | -  | - | 16  | 1  |
| C.D. Chivas USA Estados Unidos | 1.ª                 | Total               | 16  | 1  | -  | - | -  | - | 16  | 1  |
| Total en su carrera | Total en su carrera | Total en su carrera | 329 | 24 | 18 | 1 | 18 | 0 | 365 | 25 |
| (1)Incluye datos de la Copa México y la Pre-Pre Libertadores (2000 y 2001) (2)Incluye datos de la Copa de Campeones de la Concacaf (1998 y 1999), Copa Pre Libertadores (2000), Copa Libertadores (2001) y Copa de Gigantes de la Concacaf (2001). |                     |                     |     |    |    |   |    |   |     |    |